# Poienița, Vrancea
Poienița este un sat în comuna Dumitrești din județul Vrancea, Muntenia, România.
- Grigore Gheba (1912 - 2004), general, matematician

 Acest articol despre o localitate din județul Vrancea este deocamdată un ciot. Puteți ajuta Wikipedia prin completarea lui.